# Kanton Laon-1
Kanton Laon-1 (fr. Canton de Laon-1) je francouzský kanton v departementu Aisne v regionu Hauts-de-France. Tvoří ho 29 obcí a část města Laon. Kanton vznikl v roce 2015.

## Obce kantonu
| - Anizy-le-Château - Aulnois-sous-Laon - Bassoles-Aulers - Besny-et-Loizy - Bourguignon-sous-Montbavin - Brancourt-en-Laonnois - Bucy-lès-Cerny - Cerny-lès-Bucy - Cessières - Chaillevois - Chambry - Clacy-et-Thierret - Crépy - Faucoucourt - Laniscourt | - Laon (část) - Lizy - Merlieux-et-Fouquerolles - Molinchart - Mons-en-Laonnois - Montbavin - Pinon - Prémontré - Royaucourt-et-Chailvet - Suzy - Urcel - Vaucelles-et-Beffecourt - Vauxaillon - Vivaise - Wissignicourt |